# S’Illot (Llevant)

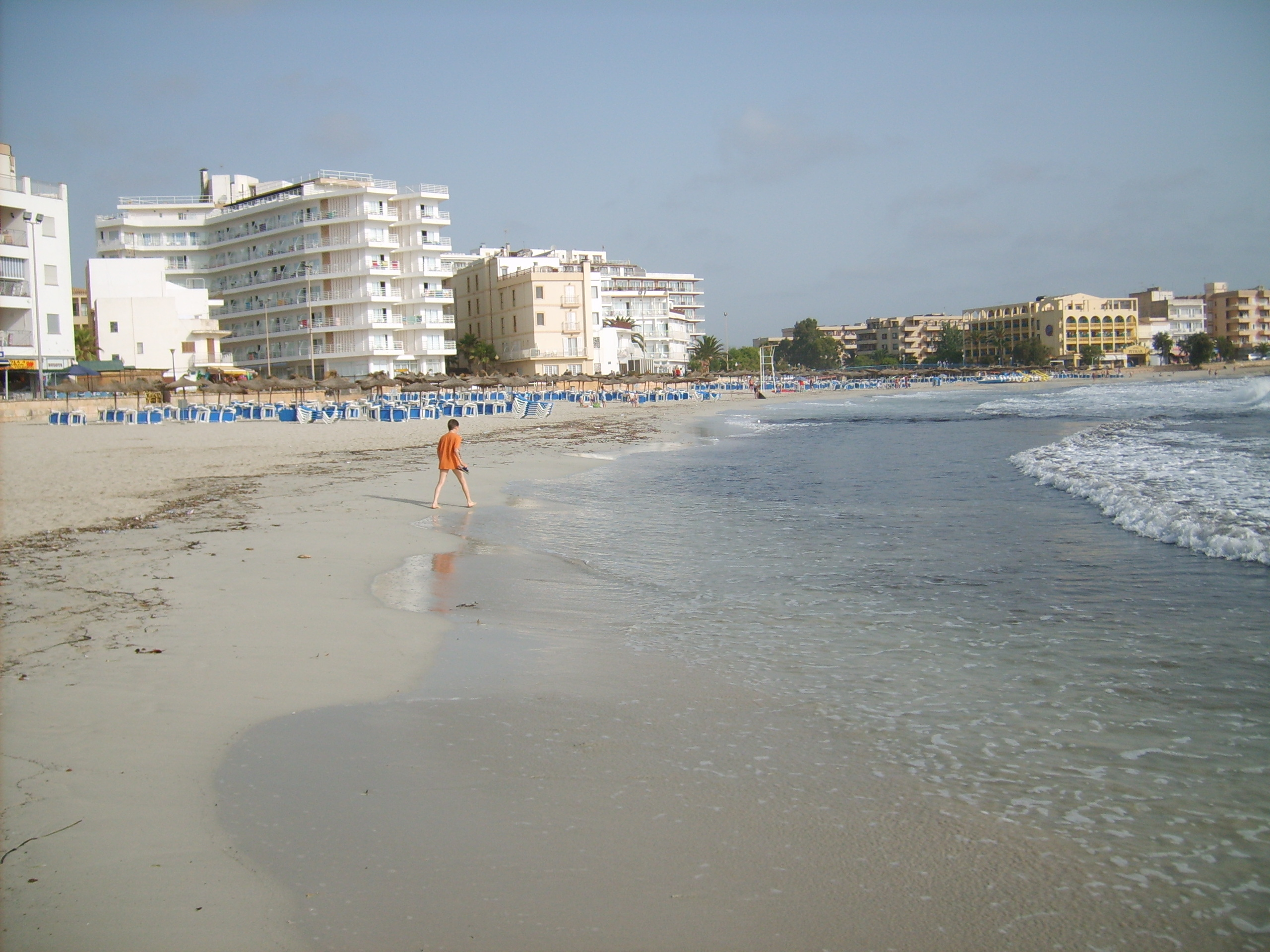
Der Strand Cala Moreia

S’Illot (mallorquinisch: „Das Eiland“) ist ein Ort an der Ostküste der spanischen Baleareninsel Mallorca. Die Ortslage ist auch bekannt als die an der Bucht Cala Moreia am Strand Platja de s’Illot und benannt nach einem vorgelagerten kleinen Inselfelsen.
Der im Jahre 2018 249 Einwohner zählende nördliche Teil von S’Illot gehört zur Gemeinde Sant Llorenç des Cardassar. Der größere südliche Ortsteil hat gemeinsam mit Cala Morlanda 1829 Einwohner und gehört zur Gemeinde Manacor (Stand: Januar 2011). Die Ortsteile trennt der Wildbach   Torrent de Ca n’Amer, der in Höhe des Ortes in einem kleinen See mündet. Die große Brücke, die sein Bett überspannt, verbindet die beiden Gemeinden und Küstengebiete.

## Lage und Infrastruktur

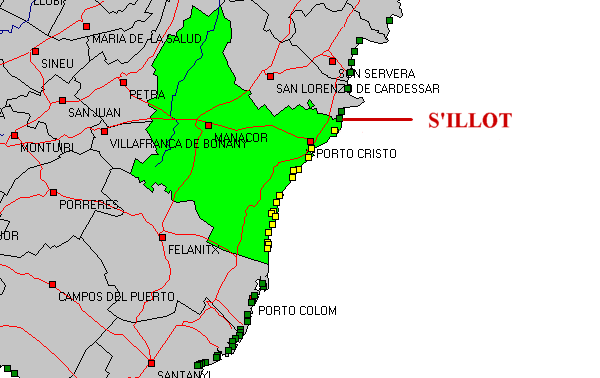
Lage

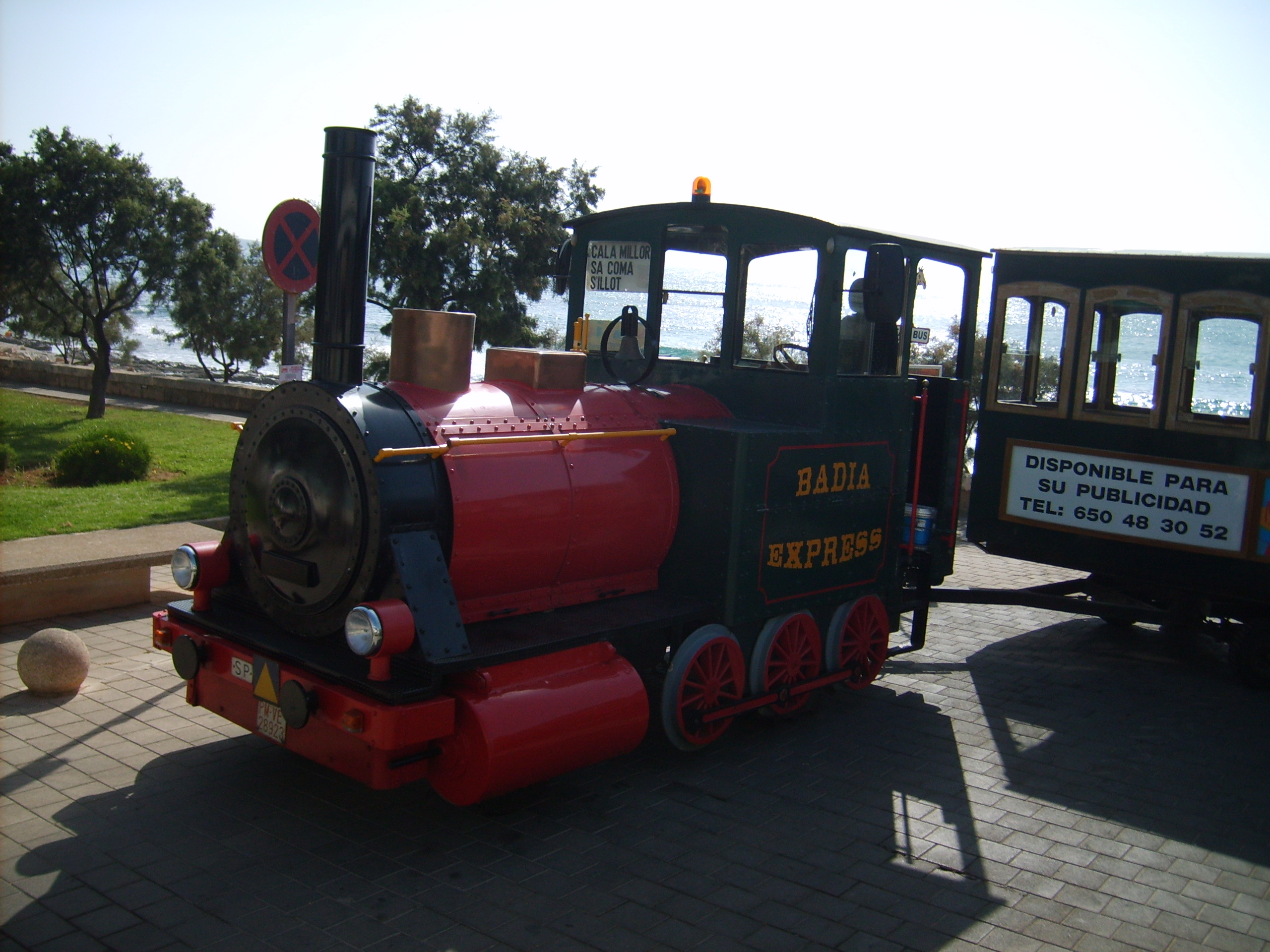
Der Badia-Express

S'Illot befindet sich 63 km östlich von Palma und 16 km östlich von Manacor. Man erreicht den Ort aus Westen kommend über die MA-4021 bis Manacor, von Süden kommend über die Küstenstrecke von Santanyí, vorbei an Porto Cristo. Der Ort gehört zum Feriengebiet von Cala Millor und befindet sich in der Landschaftszone Llevant. Er ist gut durch zahlreiche Busverbindungen in die Umgebung angebunden. Ein kleiner Minizug verbindet S’Illot mit den Orten des Feriengebietes. Eine kleine Marina mit Schiffsanlegestelle befindet sich am südlichen Ende des Strandes.

## Strand
Am Strand Platja de s’Illot an der Bucht Cala Moreia fallen die Privat- und Hotelbauten auf, die bis ans Wasser reichen. Eigentümer des ersten in den 1950er Jahren im damals noch Cala Moreia genannten Ort eingeweihten Hotels war Pere Caldentey, Torhüter des Fútbol Club Barcelona zwischen 1952 und 1955. Der Sanddünenstrand der Cala Moreia, erstreckt sich über eine Länge von fast 350 Metern und hat eine durchschnittliche Breite von etwa 35 Metern. An der direkt hinter dem Strand befindlichen Promenade haben nur wenige Häuser und Hotels Platz. Sie geht im Norden in die Uferpromenade des etwas moderneren Ferienortes Sa Coma über, dessen Sandstrand vor seiner Komplett-Bebauung mit Hotelanlagen den Urlaubern von S’Illot exklusiv zur Verfügung stand.

## Geschichte

### Talaiotisches Dorf von S’Illot

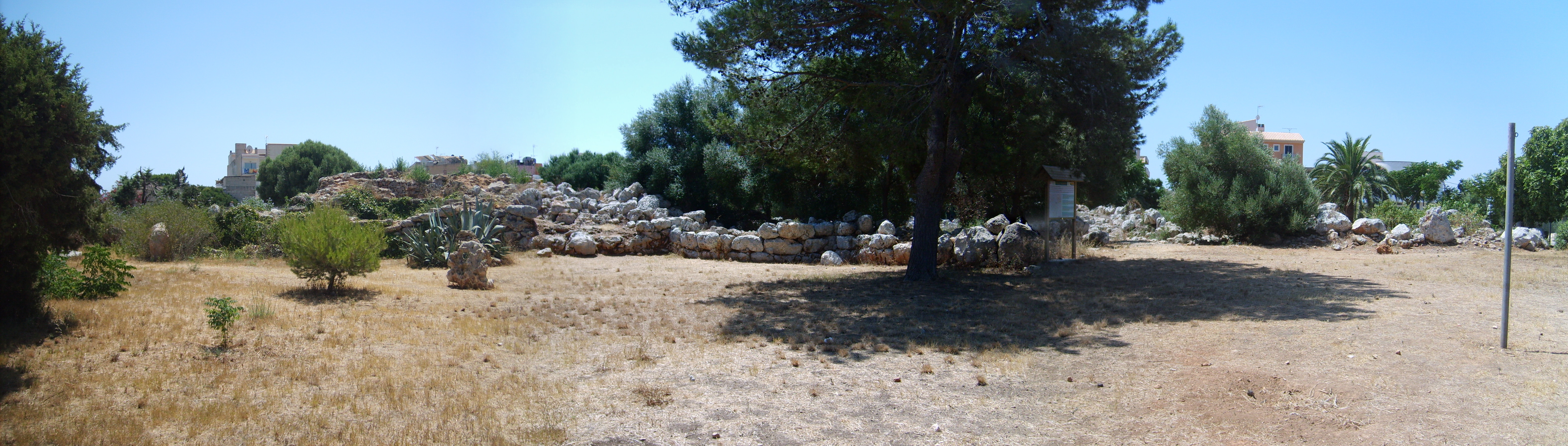
Das talaiotische Dorf in S’Illot

Die Überreste der aus der Zeit um 1100 v. Chr. stammenden talaiotischen Siedlung von S’Illot befinden sich inmitten der Ortslage von S'Illot. Die etwa 200 Einwohner der Siedlung übten vorwiegend Landwirtschaft aus. Von großer Bedeutung waren die Jagd sowie die Haltung von Schweinen und Schafen. Den Mittelpunkt bildete ein viereckiger Talaiot, welcher von 35 Wohnstätten inmitten einer Stadtmauer umgeben war. 123 v. Chr. wurde die Siedlung infolge der Kolonisierung der Insel durch die Römer verlassen. Eine historische Hypothese behauptet, dass diese damals an den Stränden der nahegelegenen Orte Cala Millor oder Sa Coma landeten. Zwischen 1960 und 1970 wurde das Zentralmonument der Siedlung von Wissenschaftlern der Universität Marburg ausgegraben.

### Entwicklung zum Ferienort
Die Parzellierung von Ca n’Amer de S’Illot wurde 1948 genehmigt und es begann die Entwicklung der Tourismuszonen im Gebiet von Sant Llorenç des Cardassar. Die Urbanisierung von S’Illot erfolgte ab dem Jahr 1959. Im Jahre 1965 hatten S’Illot und Cala Millor zusammen 19 Hotels mit insgesamt 1414 Betten.

### Unwetter

#### 2018
Schwere Schäden im Ort und in der Umgebung verursachte ein Unwetter am Nachmittag und Abend des 9. Oktober 2018. Regenfälle mit 233 Liter Wasser pro Quadratmeter über dem Nordosten Mallorcas hatten den Sturzbach Torrent de Ca n’Amer im Gemeindegebiet von Sant Llorenç des Cardassar über die Ufer treten lassen. Es gab mehrere Tote und Verletzte, dabei auch in S’Illot. Hier starben unter anderem zwei britische Urlauber, welche in ihrem Taxi von den Wassermassen überrascht wurden.

#### 2020 Gloria
Als das Sturmtief Gloria am 20. und 21. Januar 2020 mit Starkregen und gigantischen Wellen auf die Ostküste traf, waren S´Illot und Nachbarstrände mit am stärksten betroffen. Ein Großteil des Sandes wurde weggespült.

## Kultur und Sehenswürdigkeiten

### Sehenswürdigkeiten der Umgebung

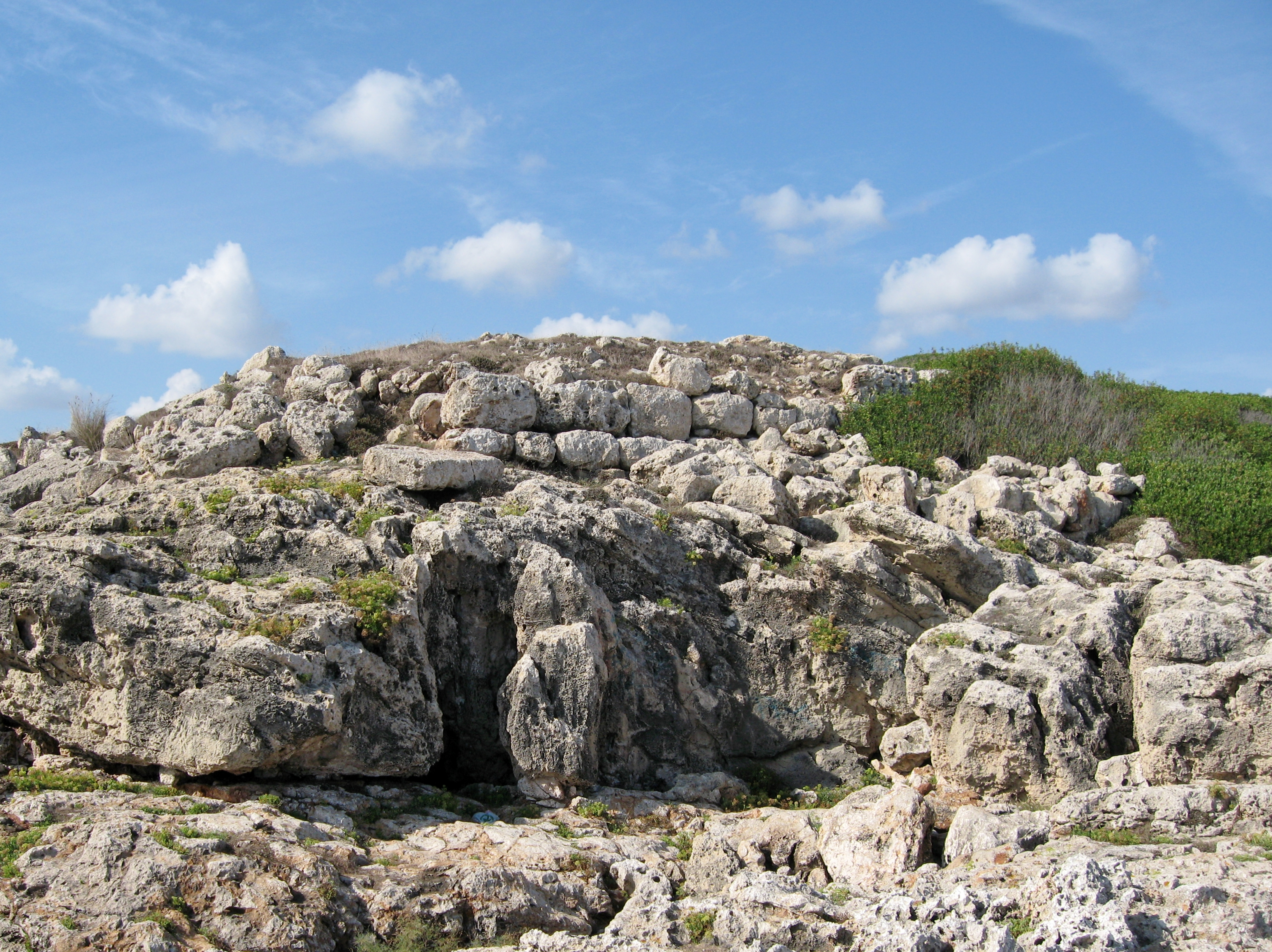
Talaiot de Cala Morlanda

Sonnenaufgang über Punta de n’Amer

- Talaiot de Cala Morlanda

Ungefähr 690 Meter südlich der Cala Moreia befinden sich in der Nähe des Strandes von Cala Morlanda die Überreste eines Talaiots.
- Talaiot de na Pol

Dieser kreisförmige Talaiot befindet sich inmitten des benachbarten Ortes Sa Coma in der Nähe des Safari-Parks.
- Punta de n’Amer

Die etwa 200 Hektar große Halbinsel Punta de n’Amer ist ein Naturschutzgebiet und befindet sich ca. zwei Kilometer nördlich des Ortes am Ende der Strandpromenade. Auf zahlreichen kleinen Wegen kann diese Landschaft erkundet werden. Das 1696 errichtete Castell, das einst dem Schutz vor Piraten diente, steht bei freiem Eintritt zur Besichtigung offen. Es beherbergt ein kleines Museum und dient als Aussichtspunkt über die Bucht von Cala Millor.
- Safari-Park in Sa Coma

Dieser befindet sich im Norden des Ortes. Er kann mit dem eigenen oder parkeigenen Fahrzeugen durchfahren werden. Es sind meist afrikanische Steppentiere sowie Affen in freier Wildbahn zu sehen. Ein integrierter kleiner Zoo beherbergt außerdem Gehege für Raubtiere, Elefanten, Affen und weitere Tiere. Es gibt eine Gaststätte und zwei kleine Show-Bühnen.
- Coves del Drac

Das große begehbare Tropfsteinhöhlensystem Coves del Drac (‚Drachenhöhlen‘) befindet sich ca. sieben Kilometer südöstlich von S’Illot bei Porto Cristo. Es erstreckt sich über 1700 Meter und besitzt sechs Seen. Mit dem Llac Martel befindet sich hier Europas größter unterirdischer See. Innerhalb der Höhle werden regelmäßig Konzerte veranstaltet.

### Jährliche Feste und Veranstaltungen
- Die Fiestas de S’Illot finden jährlich am zweiten September-Wochenende statt.
- Die Fiestas del Turista entstanden in der Absicht, die touristische Sommersaison zu verlängern und finden jährlich um das letzte September-Wochenende in S’Illot sowie in Cala Millor und Sa Coma statt.